# 1993 EN
1993 EN är en asteroid i huvudbältet som upptäcktes den 12 mars 1993 av de båda japanska astronomerna Seiji Ueda och Hiroshi Kaneda i Kushiro.
Asteroiden har en diameter på ungefär 9 kilometer.